# Chehalis Village
Chehalis Village és una concentració de població designada pel cens dels Estats Units a l'estat de Washington. Segons el cens del 2000 tenia 346 habitants.

## Demografia
Segons el cens del 2000, Chehalis Village tenia 346 habitants, 81 habitatges, i 69 famílies. La densitat de població era de 131 habitants per km².
Dels 81 habitatges en un 60,5% hi vivien nens de menys de 18 anys, en un 35,8% hi vivien parelles casades, en un 38,3% dones solteres, i en un 13,6% no eren unitats familiars. En el 9,9% dels habitatges hi vivien persones soles el 4,9% de les quals corresponia a persones de 65 anys o més que vivien soles. El nombre mitjà de persones vivint en cada habitatge era de 4,27 i el nombre mitjà de persones que vivien en cada família era de 4,46.
Per edats la població es repartia de la següent manera: un 49,1% tenia menys de 18 anys, un 9,5% entre 18 i 24, un 24,6% entre 25 i 44, un 13,6% de 45 a 60 i un 3,2% 65 anys o més.
L'edat mediana era de 18 anys. Per cada 100 dones de 18 o més anys hi havia 85,3 homes.
La renda mediana per habitatge era de 30.357 $ i la renda mediana per família de 29.583 $. Els homes tenien una renda mediana de 28.194 $ mentre que les dones 20.938 $. La renda per capita de la població era de 7.538 $. Aproximadament el 18,8% de les famílies i el 21,2% de la població estaven per davall del llindar de pobresa.

## Poblacions més properes
El següent diagrama mostra les poblacions més properes.